# Trận sông Somme lần thứ hai
Trận sông Somme lần thứ hai là trận đánh diễn ra vào cuối mùa hè năm 1918 giữa đế quốc Đức và liên minh các nước thuộc phe Hiệp ước trong thế chiến thứ nhất tại lưu vực sông Somme. Trận đánh này là cuộc phản công của các nước Hiệp ước sau cuộc tổng tấn công Mùa xuân 1918 của đế quốc Đức.

## Hoàn cảnh dẫn đến trận đánh
Sau thất bại của đế quốc Đức trong cuộc tổng tấn công Mùa xuân 1918, quân đội Đức đã quá mệt mỏi và đứng trước nguy cơ sụp đổ. Trong khi đó, liên quân các nước phe Hiệp ước lại được tăng cường thêm sức mạnh khi vào tháng 7 1918, quân Mỹ đổ bộ lên Châu Âu.
Ngày 8 tháng 8, liên quân Anh-Pháp đập tan phòng tuyến sông Sein, tiêu diệt 16 sư đoàn quân Đức trong trận Picardy lần thứ ba. Đại tướng Bộ binh Đức Erich Ludendorff gọi ngày này là "ngày đen tối của quân đội Đức". Ngày 15 tháng 8, tướng Anh Douglas Haigh từ chối lời yêu cầu của tổng tư lệnh quân đồng minh Ferdinand Foch nên tiếp tục cuộc tấn công ở Amiens dù cuộc tấn công này ngày càng kém hiệu quả vì xa nguồn tiếp tế và tầm hoạt động của pháo binh, quân dự trữ Đức đã được điều đến các quân khu.
Do đó, tướng Haigh quyết định lên kế hoạch cho 1 cuộc tấn công tại Albert mà dự định sẽ bắt đầu vào ngày 21 tháng 8. Cuộc tấn công này lực lượng chính tham gia sẽ là tập đoàn quân số 3 của Anh và quân đoàn II của Mỹ.

## Diễn biến
Ngày 21 tháng 8, trận đánh mở màn và mở đầu là cuộc giao tranh tại Bapaume nằm ở phía bắc sông Somme. Sau đó, liên quân Anh-Mỹ tràn lên và buộc tập đoàn quân số 2 của Đức phải rút lui toàn bộ chiến tuyến 55 km từ phía nam Douai tới La Fère, phía đông Saint-Quentin, Aisne. Albert bị chiếm vào ngày 22 tháng 8. Ngày 26 tháng 8, tập đoàn quân số 1 của Anh mở rộng quy mô cuộc tấn công thêm 12 km. Bapaume thất thủ ngày 29 tháng 8.

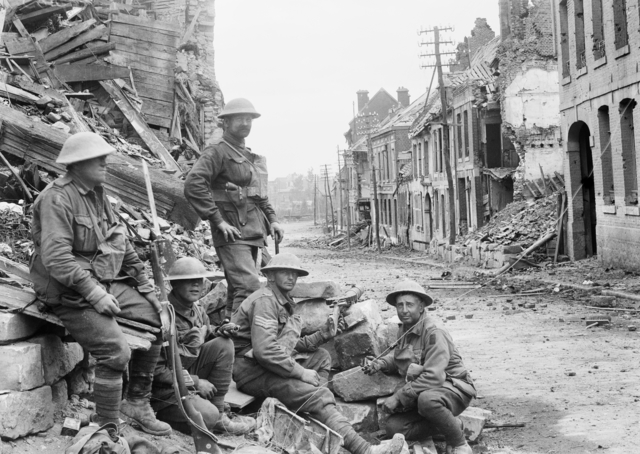
1 tháng 9 1918, Péronne (Somme). Vị trí súng máy của tiểu đoàn 54 Australia trong cuộc tấn công quân [Đức] tại thị trấn này.

Quân Australia vượt sông Somme vào đêm 31 tháng 8 và phá vỡ các phòng tuyến của quân Đức tại Mont St Quentin và giao tranh với quân Đức tại Péronne. Sáng ngày 2 tháng 9, quân Canada kiểm soát tuyến Drocourt-Quéant và đến trưa thì Ludendroff quyết định rút lui về phía sau kênh du Nord. Chỉ huy tập đoàn quân số 4 của Anh, tướng Henry Rawlinson đã miêu tả cuộc tấn công của quân Australia từ ngày 31 tháng 8 đến ngày 4 tháng 9 là thành công quân sự lớn nhất của cuộc chiến. Cũng vào ngày 2 tháng 9, quân Đức đã rút lui về phòng tuyến Hindenburg, nơi họ đã bắt đầu cuộc tổng tấn công Mùa xuân 1918.

## Kết quả
Sau thắng lợi trong trận sông Somme lần thứ hai, quân Đồng minh tiến thêm một bước dài trong việc đi đến chiến thắng cuối cùng bằng việc chọc thủng phòng tuyến Hindenburg của Đức (xem trận phòng tuyến Hindenburg) và trận kênh St Quentin vào cuối tháng 9.
Ngoài ra, một trong những thành công lớn nữa của trận đánh này là việc quân Đồng minh là cắt đứt được nguồn tiếp tế của quân Đức. Khi các phòng tuyến bị phá vỡ cũng là lúc quân Đồng minh chiếm được luôn các đường xe lửa vận chuyển. Đây cũng là yếu tố làm yếu quân Đức trong việc phòng thủ.
Thương vong của quân Australia trong trận này là 3000 người và trong cuộc giao tranh tại Pérone, quân Australia bắt được 14 500 tù nhân và 170 trọng pháo.